# Кривина поля зображення
Кривина поля зображення — аберація, внаслідок якої зображення плоского об'єкта, перпендикулярного до оптичної осі об'єктива, лежить на поверхні, увігнутій або опуклій відносно об'єктива. Ця аберація викликає нерівномірну різкість по полю зображення. Тому, коли центральна частина зображення сфокусована різко, то його краї будуть лежати не у фокусі і зобразяться нерізко. Якщо установку на різкість виконати за краями зображення, то його центральна частина буде нерізкою.
Кривина поля зображення виправляється підбором кривини поверхонь лінз, їх товщини і відстаней між ними. Досягає значних величин у простих (не більше чотирьох лінз) не довгофокусних об'єктивів і суттєво менша в складніших. Для її доброго виправлення, з урахуванням інших аберацій, зазвичай необхідно, щоб об'єктив містив не менше двох від'ємних лінз.
За неможливості виправлення кривину можна взаємно скомпенсувати астигматизмом (частково). Тому, якщо кривину виправлено погано, такий об'єктив зазвичай має і значний астигматизм, що знижує якість зображення.
Інший метод часткової компенсації кривини полягає в тому, що кривину третього порядку компенсують кривиною п'ятого порядку. Цього найпростіше досягти, якщо дуже збільшити товщину однієї з лінз. Якщо йти від оптичної осі, поверхня різкого зображення спочатку відхиляється від дотичної площини, але ближче до краю знову наближається. Цей метод іноді застосовується для світлосильних або ширококутних об'єктивів. Якщо в об'єктива з фіксованою фокусною відстанню роздільна здатність на краях вища, ніж по полю, як правило, це означає, що застосовано саме такий метод (наявність товстої лінзи — необхідна, але недостатня умова).
Крім того, кривину поля зображення можна успішно виправити, не зашкодивши виправленню інших аберацій, навіть у простих системах, якщо в додатних лінзах застосувати крон з великим показником заломлення, наприклад, лантанове скло. При цьому лінзи з тією ж оптичною силою виходять менш опуклими, що зменшує аберації вищих порядків і дає можливість підбирати параметри системи в ширшому діапазоні.
Негативний вплив кривини поля на якість зображення зменшується за діафрагмування, але меншою мірою, ніж для коми і сферичної аберації.